# 임예진 (2014년)
임예진(2013년 ~ )은 대한민국의 배우, 모델이다.

## 출연

### 방송

#### 드라마
- 2020년 TvN 《하이바이, 마마!》
- 2021년 MBC 《이벤트를 확인하세요》
- 2021년 KBS 1TV 《태종 이방원》
- 2022년 TVING 《아직 최선을 다하지 않았을 뿐》 (웹 드라마)
- 2022년 KBS 2TV 《현재는 아름다워》 - 최바다 역

#### 어린이
- 2017년 EBS 1TV 《방귀대장 뿡뿡이》 - 출연자

### 영화
- 2022년 《우리들은 자란다》

### 광고
- 2016년 피앤비네이션 세라세라
- 2017년 마즈 시저
- 2018년 한샘 한샘 중문
- 2018년 단월드
- 2019년 단비학습 윙크 영어콘테스트
- 2021년 대한민국 방송통신위원회 / 한국지능정보사회진흥원 / JTBC 상상 캠페인

## 잡지

### 유아

#### 월간
- 2017년 《앙쥬》 (2017.04.06) (무크하우스)